# Fillmore, Illinois
Fillmore är en ort (village) i Montgomery County i Illinois. Vid 2010 års folkräkning hade Fillmore 330 invånare.